# 마이클 와카
마이클 조지프 와카(Michael Joseph Wacha, /ˈwɑːkə/, 1991년 7월 1일 ~ )는 미국의 야구 선수로, 현재 메이저 리그 캔자스시티 로열스에서 투수로 뛰고 있다. 텍사스 A&M 대학교 출신이다.
2012년 메이저 리그 베이스볼 드래프트 1라운드에서 세인트루이스 카디널스에 지명되었다. 마이너 리그에서 1년을 보내고 2013년에 메이저 리그에 데뷔했다. 인상적인 성적을 내며 그해 NLCS MVP를 수상했다. 2015년에는 생애 처음으로 올스타에 선정되었다.